# Amphipoea fucosa
Amphipoea fucosa врста је ноћног лептира из фамилије совица (Noctuidae). Распон крила ове врсте је од 30-39мм. Лети од средине јуна до краја септембра.

## Распрострањеност
Врста насељава Европу. Живи у следећим земљама: Норвешка, Шведска, Финска, Данска, Немачка, Холандија, Белгија, Француска, Швајцарска, Аустрија, Чешка, Словачка, Мађарска, Пољска, Литванија, Летонија, Естонија, Русија, Украјина, Белорусија, Молдавија, Румунија, Словенија, Србија, Хрватска, Босна и Херцеговина, Црна Гора, Македонија, Албанија, Бугарска, Грчка, Уједињено Краљевство, Република Ирска, а једна је од ретких врста које могу да се пронађу и на Исланду.

## Станиште и биљка хранитељка
Гусеница се храни корењем и изданцима разних врста трава, првенстевено из родова: Gramineae, Calamagrostis и Dactylis. Насељава ливаде, станишта поред путева, ободе шума, и слично.  Гусенице живе у близини корена корена биљке и не експонирају се, развијајући се од априла до јуна. Начин живота који подразумева храњење из скровишта типичан је за читав трибус коме врста припада, Apameini. Изглед гусенице прати њену животну форму, те су оне ситне, провидног, слузавог интегумента и цилиндричног облика.

### Одрасле јединке
За дефинитивно одвајање од сродних врста, неопходна је дисекција и преглед гениталних структура. Предња крила мрко смеђа, маркирана двема светлим округлим маркацијама. Адулт се преко дана скрива међу вегетацијом.